# Municipio de Newbury (Indiana)
El municipio de Newbury (en inglés: Newbury Township) es un municipio ubicado en el condado de LaGrange en el estado estadounidense de Indiana. En el año 2010 tenía una población de 5219 habitantes y una densidad poblacional de 56,32 personas por km².

## Geografía
El municipio de Newbury se encuentra ubicado en las coordenadas 41°39′3″N 85°35′41″O / 41.65083, -85.59472. Según la Oficina del Censo de los Estados Unidos, el municipio tiene una superficie total de 92.67 km², de la cual 91,32 km² corresponden a tierra firme y (1,46 %) 1,35 km² es agua.

## Demografía
Según el censo de 2010, había 5219 personas residiendo en el municipio de Newbury. La densidad de población era de 56,32 hab./km². De los 5219 habitantes, el municipio de Newbury estaba compuesto por el 99,18 % blancos, el 0,13 % eran afroamericanos, el 0,08 % eran amerindios, el 0,1 % eran asiáticos, el 0,19 % eran de otras razas y el 0,33 % eran de una mezcla de razas. Del total de la población el 0,73 % eran hispanos o latinos de cualquier raza.